# 비잔틴 정원
비잔틴 제국의 비잔티움 도시는 시대와 문화를 아우르는 정원 디자인 역사(약 4세기~10세기)에서 중요한 위치를 차지하고 있다. 나중에 콘스탄티노폴리스(현재의 이스탄불)로 이름이 바뀐 이 도시는 동로마 제국의 수도였으며 서로마 제국이 멸망한 후에도 천년 동안 살아남았다. 그러나 비잔티움의 정원들은 15세기 튀르키예의 도시 정복 이후 대부분 파괴되었다.

## 디자인
비잔틴 정원은 정교한 헬레니즘 모자이크 디자인을 강조하는 로마 사상에 기반을 두고 있으며, 이는 공식적으로 배열된 나무와 분수, 작은 신전과 같은 건축 요소의 전형적인 고전적 특징이다. 이것들은 시간이 지날수록 점점 더 정교해졌다. 비잔틴 정원은 이슬람 정원, 특히 무어 정원에 영향을 미쳤다. 후자는 스페인이 수세기 동안 로마의 속주였기 때문이다(그리고 유스티니아누스 대왕의 통치 기간 동안에도 비잔틴 속주였음).

## 같이 보기
- 헤네랄리페
- 스페인 정원